# Cuidado con el Perro
Cuidado con el Perro es una cadena mexicana de tiendas de ropa con presencia en México, los Estados Unidos y Guatemala, fundada oficialmente en 2007. Forma parte de Grupo Alfar junto con otras marcas como Óptima y Puppy.

## Historia
Su historia comienza originalmente en 1990 con la creación de Avante Textil (actualmente Grupo Alfar).
En 2023, Grupo Alfar adquiere C&A México después de recibir la autorización por parte de COFECE, esto, sin especificar el monto total de la transacción. Sin embargo, este hecho continua con el fortalecimiento su presencia dentro del territorio mexicano.